# トゥラノケラトプス
トゥラノケラトプス  (Turanoceratops) は、中生代白亜紀後期のウズベキスタンに生息していた角竜下目ケラトプス科の小型恐竜。チュラノケラトプスとも呼ばれる。

## 特徴

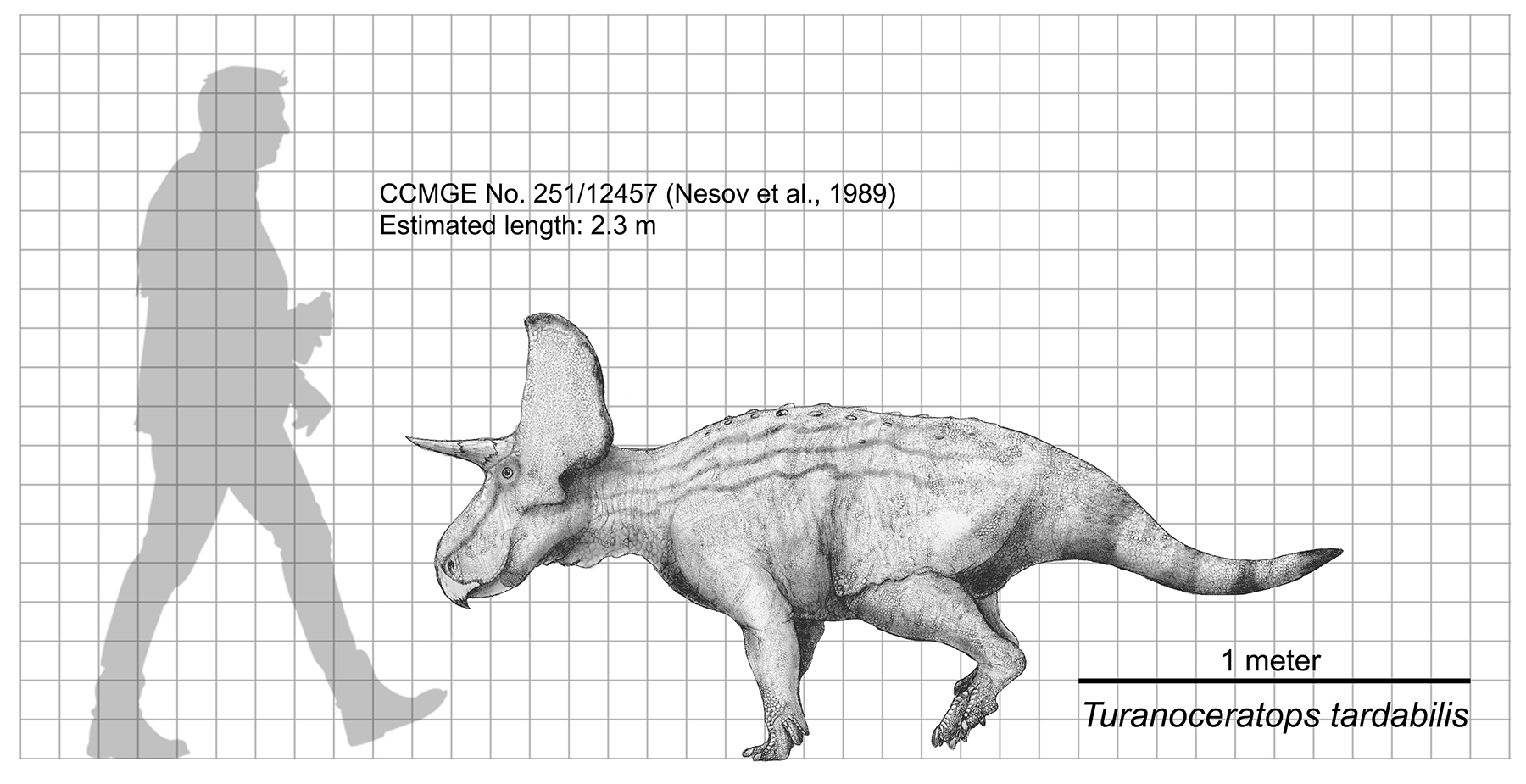
人間との比較

推定体長が2m、推定体重が175kgと小型である。

## 分析
完模式標本は、歯、破損した吻部、脊椎および尾の骨で構成されている。標本はウズベキスタンのTsNIGR博物館に所蔵されている。委託された資料は歯、前歯骨、頭頂骨の中間の部分、側頭鱗、鼻角の芯、頭蓋、脊椎骨、肩胛骨、などを含んでいる。このネオケラトプス類は、角竜類が北アメリカ大陸ではなくアジアを起源とした事を示す重要な証拠を提供した。
一方で、トゥラノケラトプスのケラトプス類としての分類への疑問もある。